# 113e brigade de défense territoriale
La 113e brigade de défense territoriale (ukrainien : 113-та окрема бригада територіальної оборони) est la brigade de l'oblast de Kharkiv de la Force de défense territoriale de l'Armée ukrainienne.

## Historique, batailles et garnisons

### Formation
La brigade est formée le 28 août 2018 dans l'oblast de Kharkiv. Au cours des premiers jours, la brigade ne compte que vingt-sept personnes. Dix sont affectées au quartier général et deux dans chacun des cinq bataillons. Au cours des dix jours suivants, près de deux mille cent réservistes et trois cents officiers participent à des exercices. Près de trente pour cent d'entre eux signent un contrat avec la brigade. La brigade est officiellement créée le 3 octobre 2018. Le premier exercice rassemblant plus de 2 100 réservistes a lieu entre le 28 août au 6 septembre 2018, des séances de formation ont lieu auprès des réservistes et conscrits de la réserve opérationnelle de deuxième échelon. La défense territoriale dans l'Oblast de Kharkiv est gérée par le chef de l'administration régionale et dans les raïons par les chefs des administrations publiques de district,. 
En juillet 2019, des exercices planifiés ont lieu avec les réservistes et les conscrits de la brigade, auxquels participent des militaires d'unités de combat et d'établissements d'enseignement militaire des garnisons de Kharkiv et Tchouhouïv

### Invasion russe de 2022
L'unité est mobilisée à la suite de l'invasion russe de l'Ukraine en février 2022. Dans son rôle de défense locale en profondeur, elle se déploie dans l'blast de Kharkiv, en appuie de la 92e brigade mécanisée. Elle organise une défense circulaire le long du périphérique de la ville de Kharkiv, les 120e, 121e et 123e bataillon occupant certains points d'accès notamment autour des communes de Vilkhivka (Est) et Derhatchi (nord-est) où de violents combats se déroulent. Le 2 mars, une frappe de missile sur le QG des TDF à Kharkiv tue 16 hommes de la brigade,. Le 122e bataillon est engagée dans la bataille d'Izioum avec la 81e brigade aéromobile. Ils connaissent de violents combats notamment le 27 mars, où ils sont contraint de se retirer de la commune de Kapitolivka à l'Est d'Izioum sous le feu subissant des pertes. Le 125e bataillon épaule également des éléments blindés de la 92e brigade à Tchouhouïv. Au printemps 2022, le 122e bataillon de la brigade assure pendant 10 jours la défense du dépôt pétrolier avec l'approvisionnement stratégique en carburant de la région de Kharkiv. La brigade reste positionnée au sud-est de Kharkiv autour de Balaklia. 
En septembre 2022 avec la 103e brigade de défense territoriale, elle joue un rôle important lors de la contre-offensive de Kharkiv en participant à la libération de plus de 60 localités. La brigade libère notamment  Vasylenkove (uk) et Artemivka (uk). Elle est ensuite affectée à la frontière du secteur de Kharkiv, et au front dans les oblast de Louhansk et Donetsk.
En décembre, les 120e et 122e bataillon une partie de la brigade est déployée sur le flanc sud de Bakhmout entre Toretsk-Bakhmout : le 121e près de Kurdyumivka 120e et 122e bataillon vers Ozarianivka. La brigade participe alors par rotations de ses bataillons à la bataille de Bakhmout. En janvier, le 124e est localisé à Blahodatne à l'ouest de Soledar où l'armée ukrainienne vient de se retirer après de violents combats. Le reste de la brigade continue d'opérer à la frontière russe de l'oblast de Kharkiv. Les différents bataillons et notamment le 122e reste positionnées sur le front de Bakhmout jusqu'en mai 2023 avant d'être à nouveau renvoyé à Kharkiv. 
En mai 2024, lors de la nouvelle offensive russe sur Kharkiv, la 113e brigade est en première ligne et affronte les premiers assauts russes autour de Lyptsi sur la frontière. A partir d'août, des bataillons sont détachés dans le secteur de Pokrovsk-Velyka Novossilka où l'armée ukrainienne est en difficulté. Le 124e bataillon est localisé en octobre à Novoukrainka à mi-distance de Velyka Novosilka et Vouhledar où ils subissent de violents combats pour contenir la poussée russe vers l'ouest.
En 2025, la brigade intègre le 16e corps d'armée aux côtés de 5 brigades de l'armée de terre. Ils forment ensemble le dispositif de défense de Kharkiv.

## Structure
La brigade dépend du Commandement opérationnel est.

### Ordre de bataille
En août 2024 l'ordre de bataille connu de la brigade est le suivant :
- État-major de la brigade ;
  - 
    -  Compagnie de protection du QG ;

  -  120e bataillon de défense territorial unité militaire А7286 à Derhatchi
  -  121e bataillon de défense territorial unité militaire А7287 à Zmiïv[11]
  -  122e bataillon de défense territorial unité militaire А7288 à Izioum
  -  123e bataillon de défense territorial unité militaire А7289 à Koupiansk
  -  124e bataillon de défense territorial unité militaire А7290 à Lozova[12] ;
  -  125e bataillon de défense territorial « Féroce » unité militaire А7291 à Tchouhouïv[13].
  -  209e bataillon de défense territorial unité militaire А7378 à Bohodoukhiv
  -  Compagnie anti-sabotage
  -  Compagnie du génie
  -  Compagnie de transmission
  -  Compagnie de logistique
  -  Batterie de mortiers

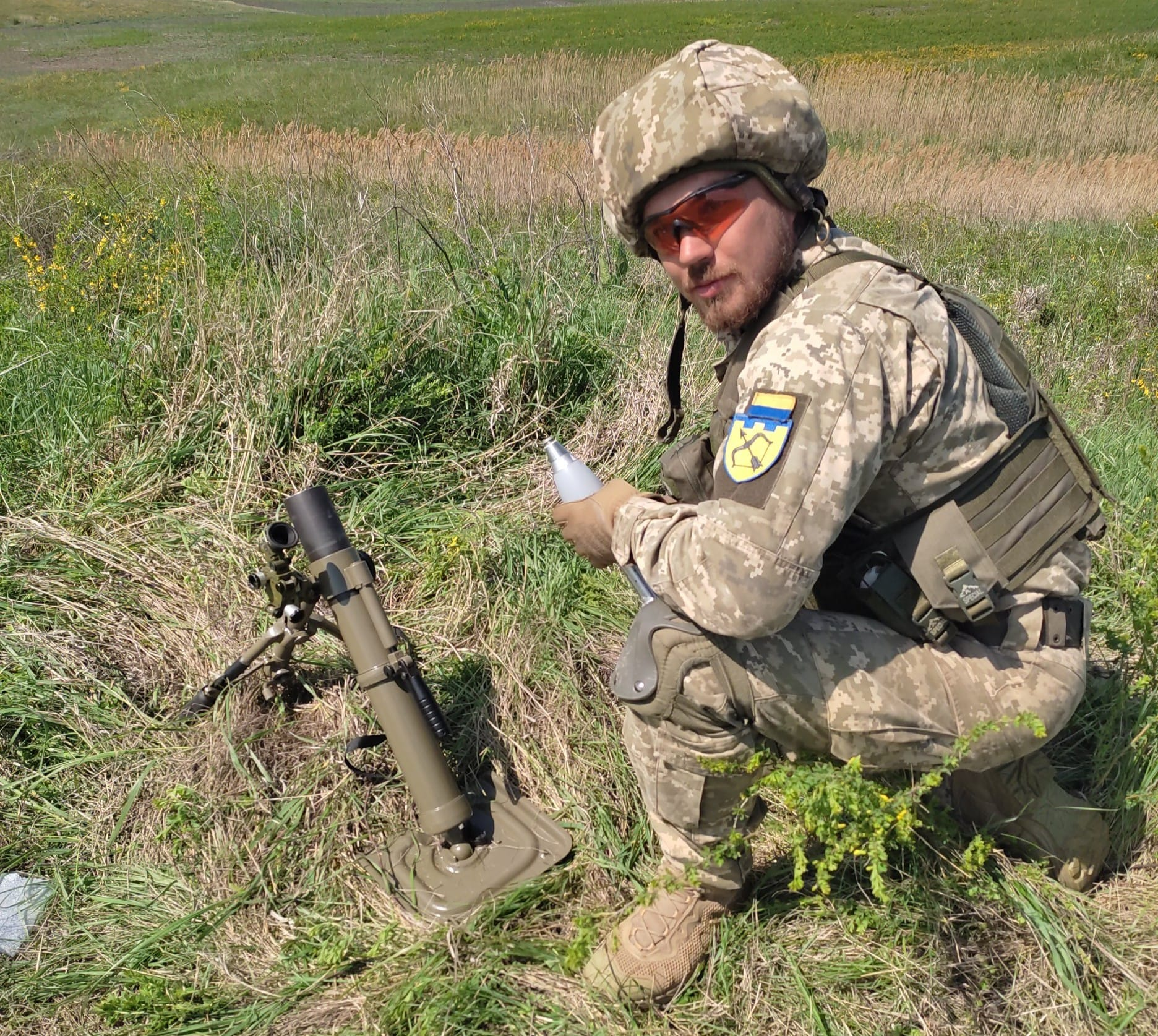
Utilisant un mortier KVA 118.
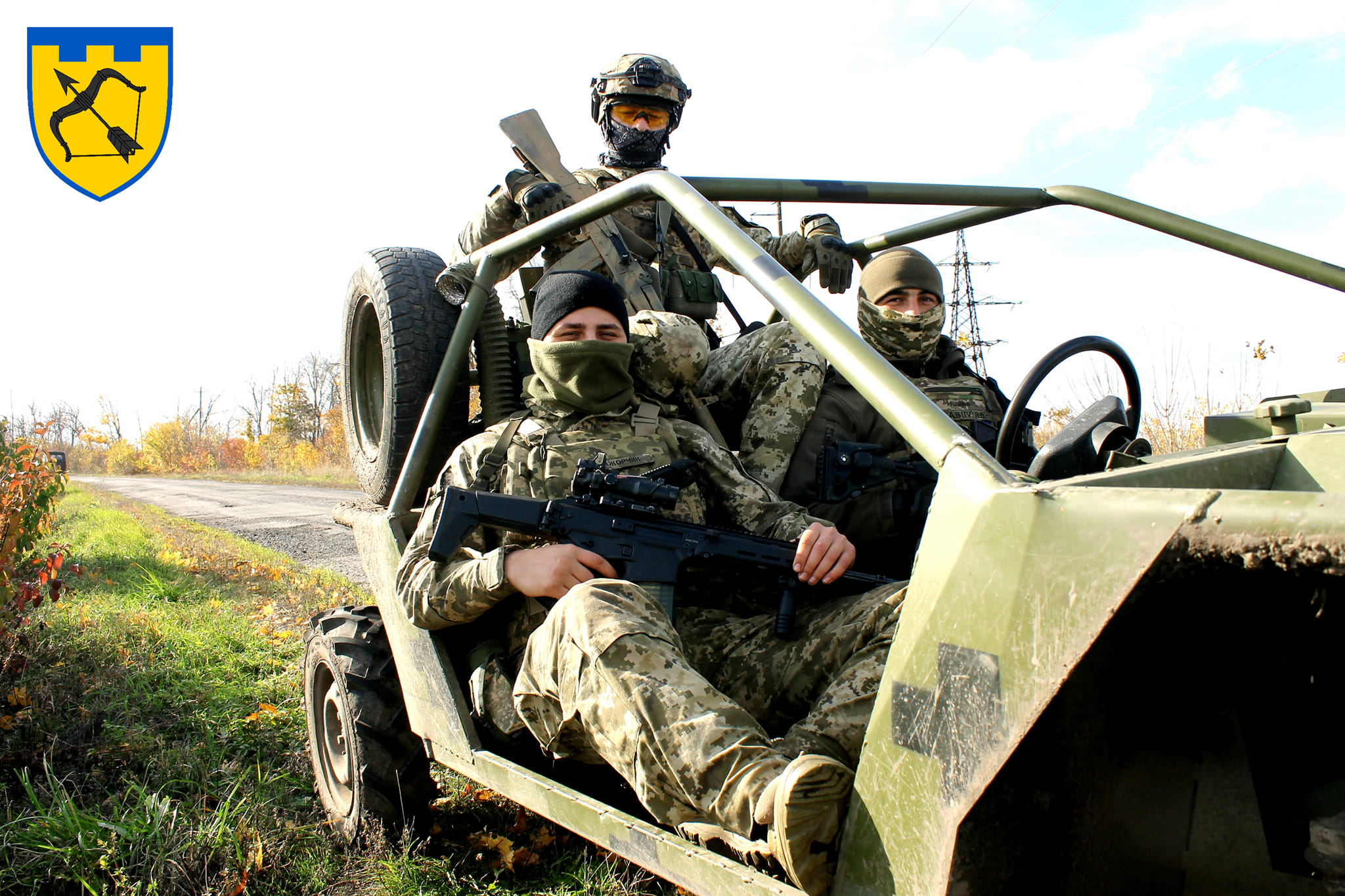
octobre 2022, soldats de la 113e.

### Équipements
Le matériels utilisés par la brigade est peu connu mai elle dispose peu d'équipements lourds, essentiellement des Pick-up et buggys complétés des ZU-23-2 montés pour la lutte anti-aérienne et des KS-19 en pièces d'artillerie.

### Chefs de corps
- Lieutenant-colonel Andreï Borodyn (2020-2021)[14].
- Lieutenant-colonel Igor Kiforenko (2018-2020)[15]